# Pseudicius solomonensis
Pseudicius solomonensis är en spindelart som beskrevs av Prószynski 1992. Pseudicius solomonensis ingår i släktet Pseudicius och familjen hoppspindlar. Inga underarter finns listade i Catalogue of Life.